# Allocosa
Allocosa is een geslacht van spinnen uit de familie wolfspinnen (Lycosidae).

## Soorten
De volgende soorten zijn bij het geslacht ingedeeld:
- Allocosa abmingani (Hickman, 1944)
- Allocosa absoluta (Gertsch, 1934)
- Allocosa adolphifriederici (Strand, 1913)
- Allocosa albiconspersa Roewer, 1959
- Allocosa albonotata (Schmidt, 1895)
- Allocosa algoensis (Pocock, 1900)
- Allocosa alticeps (Mello-Leitão, 1944)
- Allocosa apora (Gertsch, 1934)
- Allocosa aurata (Purcell, 1903)
- Allocosa aurichelis Roewer, 1959
- Allocosa baulnyi (Simon, 1876)
- Allocosa bersabae Roewer, 1959
- Allocosa biserialis Roewer, 1959
- Allocosa brasiliensis (Petrunkevitch, 1910)
- Allocosa caboverdensis Schmidt & Krause, 1995
- Allocosa calamarica (Strand, 1914)
- Allocosa cambridgei (Simon, 1876)
- Allocosa chamberlini (Gertsch, 1934)
- Allocosa clariventris (Guy, 1966)
- Allocosa comotti (Thorell, 1887)
- Allocosa danneili (Dahl, 1908)
- Allocosa delagoa Roewer, 1959
- Allocosa delesserti (Caporiacco, 1941)
- Allocosa deserticola (Simon, 1898)
- Allocosa dingosaeformis (Guy, 1966)
- Allocosa dubia (Walckenaer, 1837)
- Allocosa dufouri (Simon, 1876)
- Allocosa edeala Roewer, 1959
- Allocosa efficiens Roewer, 1959
- Allocosa excusor (L. Koch, 1867)
- Allocosa exserta Roewer, 1959
- Allocosa faberrima (Simon, 1910)
- Allocosa fasciiventris (Dufour, 1835)
- Allocosa finkei (Hickman, 1944)
- Allocosa flavisternis (L. Koch, 1877)
- Allocosa floridiana (Chamberlin, 1908)
- Allocosa funerea (Hentz, 1844)
- Allocosa furtiva (Gertsch, 1934)
- Allocosa gabesia Roewer, 1959
- Allocosa georgicola (Walckenaer, 1837)
- Allocosa glochidea Roewer, 1959
- Allocosa gorontalensis (Merian, 1911)
- Allocosa gracilitarsis (Purcell, 1903)
- Allocosa guianensis (Caporiacco, 1947)
- Allocosa halei (Hickman, 1944)
- Allocosa handschini (Schenkel, 1937)
- Allocosa hasselti (L. Koch, 1877)
- Allocosa hirsuta (Bösenberg & Lenz, 1895)
- Allocosa hostilis (L. Koch, 1877)
- Allocosa hugonis (Strand, 1911)
- Allocosa illegalis (Strand, 1906)
- Allocosa ituriana (Strand, 1913)
- Allocosa iturianella Roewer, 1959
- Allocosa kalaharensis (Simon, 1910)
- Allocosa karissimbica (Strand, 1913)
- Allocosa kazibana Roewer, 1959
- Allocosa kulagini (Spassky, 1941)
- Allocosa laetella (Strand, 1907)
- Allocosa lawrencei (Roewer, 1951)
- Allocosa leucotricha Roewer, 1959
- Allocosa lombokensis (Strand, 1913)
- Allocosa mafensis (Lawrence, 1927)
- Allocosa mahengea Roewer, 1959
- Allocosa manmaka Roewer, 1960
- Allocosa maroccana Roewer, 1959
- Allocosa marshalli (Pocock, 1901)
- Allocosa martinicensis (Strand, 1910)
- Allocosa marua Roewer, 1959
- Allocosa mascatensis (Simon, 1898)
- Allocosa mexicana (Banks, 1898)
- Allocosa millica (Strand, 1906)
- Allocosa mirabilis (Strand, 1906)
- Allocosa mogadorensis (Simon, 1909)
- Allocosa mokiensis Gertsch, 1934
- Allocosa molicola (Strand, 1906)
- Allocosa montana Roewer, 1959
- Allocosa morelosiana (Gertsch & Davis, 1940)
- Allocosa mossambica Roewer, 1959
- Allocosa mossamedesa Roewer, 1959
- Allocosa mulaiki (Gertsch, 1934)
- Allocosa munieri (Simon, 1876)
- Allocosa mutilata Mello-Leitão, 1937
- Allocosa nanahuensis (Badcock, 1932)
- Allocosa nebulosa Roewer, 1959
- Allocosa nigella (Caporiacco, 1940)
- Allocosa nigripes (Guy, 1966)
- Allocosa nigriventris (Guy, 1966)
- Allocosa nigrofulva (Caporiacco, 1955)
- Allocosa noctuabunda (Montgomery, 1904)
- Allocosa obscuroides (Strand, 1906)
- Allocosa obturata (Lawrence, 1928)
- Allocosa oculata (Simon, 1876)
- Allocosa olivieri (Simon, 1876)
- Allocosa orinus (Chamberlin, 1916)
- Allocosa otavia Roewer, 1959
- Allocosa palabunda (L. Koch, 1877)
- Allocosa pallideflava (Lawrence, 1936)
- Allocosa panamena Chamberlin, 1925
- Allocosa panousei (Guy, 1966)
- Allocosa paraguayensis (Roewer, 1951)
- Allocosa pardala (Strand, 1909)
- Allocosa parva (Banks, 1894)
- Allocosa parvivulva (Lawrence, 1927)
- Allocosa pellita Roewer, 1960
- Allocosa perfecta Roewer, 1959
- Allocosa pistia (Strand, 1913)
- Allocosa plumipes Roewer, 1959
- Allocosa pugnatrix (Keyserling, 1877)
- Allocosa pulchella Roewer, 1959
- Allocosa pylora Chamberlin, 1925
- Allocosa quadrativulva (Caporiacco, 1955)
- Allocosa retenta (Gertsch & Wallace, 1935)
- Allocosa ruwenzorensis (Strand, 1913)
- Allocosa samoana (Roewer, 1951)
- Allocosa sangtoda Roewer, 1960
- Allocosa schoenlandi (Pocock, 1900)
- Allocosa schubotzi (Strand, 1913)
- Allocosa sefrana (Schenkel, 1937)
- Allocosa sennaris Roewer, 1959
- Allocosa sjostedti (Lessert, 1926)
- Allocosa soluta (Tullgren, 1905)
- Allocosa sublata (Montgomery, 1902)
- Allocosa suboculata (Guy, 1966)
- Allocosa subparva Dondale & Redner, 1983
- Allocosa tagax (Thorell, 1897)
- Allocosa tangana Roewer, 1959
- Allocosa tarentulina (Audouin, 1826)
- Allocosa tenebrosa (Thorell, 1897)
- Allocosa testacea Roewer, 1959
- Allocosa thieli (Dahl, 1908)
- Allocosa tremens (O. P.-Cambridge, 1876)
- Allocosa tuberculipalpa (Caporiacco, 1940)
- Allocosa umtalica (Purcell, 1903)
- Allocosa utahana Dondale & Redner, 1983
- Allocosa venezuelica (Caporiacco, 1955)
- Allocosa veracruzana (Gertsch & Davis, 1940)
- Allocosa wittei Roewer, 1959
- Allocosa woodwardi (Simon, 1909)
- Allocosa yurae (Strand, 1908)
- Allocosa zualella (Strand, 1907)